# Hans Kallen
Hans Kallen (* 5. Januar 1901 in Krefeld; † 24. Oktober 1974 in Essen) war ein deutscher Ingenieur und Manager. Er war von 1945 bis 1963 im Direktorium der Fried. Krupp AG in den Ressorts Metallurgie bzw. Technik.
Kallen besuchte die Schule in Krefeld und studierte Hüttenkunde an der Technischen Hochschule Aachen und begann 1937 sein Berufsleben bei der Fried. Krupp AG in Essen. Zunächst war er Oberingenieur und später bis zur Pensionierung Abteilungsdirektor für Metallurgie der Fried. Krupp AG und Aufsichtsratsvorsitzender des Bochumer Vereins (1964–1965). Er war Leiter der Zentralabteilung Technik sowie im Vorstand und Aufsichtsrat der Hütten- und Bergwerke Rheinhausen AG. Kallen war entscheidend an der Entwicklung des rostfreien Stahls beteiligt.
1968 wurde Kallen als Rentner von Berthold Beitz in den Stiftungsrat der Alfried Krupp von Bohlen und Halbach-Stiftung berufen, die von Alfried Krupp von Bohlen und Halbach als Rechtsnachfolger der Fried. Krupp AG nach seinem Tod bestimmt war.
Hans Kallen lebte zuerst im Essener Stadtteil Stadtwald und von 1952 bis zu seinem Tod in Essen-Heisingen.
Er wurde mit einem Dr. rer. nat. ehrenhalber ausgezeichnet.
Für die RWTH Aachen stiftete er den Dr. Hans-Kallen-Fonds.